# 仙女座W
仙女座W，又名BD+43 461a，HD 14028、SAO 、HR 663，是仙女座的一颗恒星，视星等为6.7，位于銀經138.78，銀緯-15.9，其B1900.0坐标为赤經2h 11m 12.9s，赤緯+43° -15.9′ 35″。